# Emilie Lieberherr

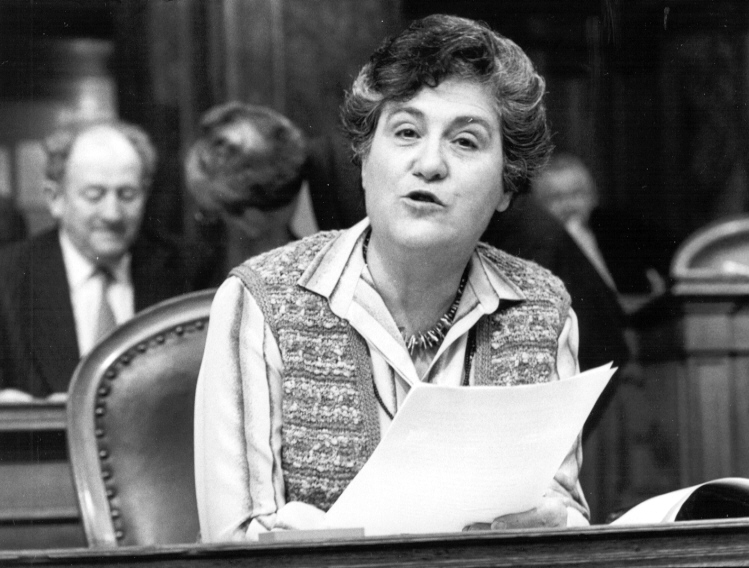
Emilie Lieberherr 1986 im Ständerat

Emilie Lieberherr (* 14. Oktober 1924 in Erstfeld; † 3. Januar 2011 in Zollikerberg; heimatberechtigt in Zürich und Nesslau) war eine Schweizer Politikerin.

## Leben
Die Tochter eines Maschinenschlossers aus dem Toggenburg und einer Italienerin wuchs in Erstfeld auf, wo ihr Vater als SBB-Angestellter arbeitete. Sie besuchte das katholische Internat Theresianum Ingenbohl und absolvierte das Handelsdiplom. Anschliessend arbeitete sie drei Jahre lang als Sekretärin bei der Schweizerischen Bankgesellschaft in Zürich. 1947 absolvierte sie die Handelsmatura und arbeitete danach vier Jahre lang als Personaltrainerin bei der Oscar Weber AG in Bern. Von 1952 bis 1956 studierte sie als Werkstudentin Nationalökonomie an der Universität Bern und schloss mit dem Lizenziat ab. Nach dem Studium fuhr sie per Schiff in die Vereinigten Staaten, wo sie während zweieinhalb Jahren verschiedene Anstellungen innehatte, u. a. bei der Familie Fonda in New York als Kindermädchen für Peter und Jane Fonda.
Von 1960 bis 1970 arbeitete Lieberherr als Berufsschullehrerin für das Verkaufspersonal in Zürich. 1965 promovierte sie an der Universität Bern. Ihre Doktorarbeit mit dem Titel «Die Angestelltenschulung in der Hotelunternehmung» erschien 1969. 1961 war sie Mitbegründerin des Konsumentinnenforums Schweiz, das sie von 1965 bis 1978 präsidierte. 1969 war sie Mitinitiantin der Zeitschrift prüf mit, deren Chefredaktion sie anfangs auch innehatte.
Gegen Ende der 1960er Jahre fiel Lieberherr erstmals politisch auf, als sie zu einer der führenden Persönlichkeiten im Kampf um das Frauenstimmrecht in der Schweiz wurde. 1969 war sie Präsidentin des Aktionskomitees für den Marsch nach Bern. Sie trat der SP bei und war von 1970 bis zu ihrem Rücktritt 1994 als erste Frau Stadträtin der Stadt Zürich und Vorsteherin des Zürcher Sozialamts. Lieberherr war Initiantin der Heroinabgabe an Schwerstsüchtige und mitbeteiligt am Aufbau des Vier-Säulen-Modells der schweizerischen Drogenpolitik. Unter ihrer Leitung wurde in Zürich die Alimentenbevorschussung eingeführt, sie liess 22 Altersheime bauen, gründete die Stiftung Wohnfürsorge für Betagte, richtete Jugendtreffpunkte in den Quartieren ein und initiierte Einsatzprogramme für arbeitslose Jugendliche. Lieberherrs Nachfolgerin im Stadtrat wurde Monika Stocker (Grüne).
Neben ihrem Amt in der Stadtregierung vertrat sie von 1978 bis 1983 als Ständerätin den Kanton Zürich in der Bundesversammlung. Von 1976 bis 1980 war Lieberherr die erste Präsidentin der Eidgenössischen Kommission für Frauenfragen. Zudem war sie langjährige Stiftungsrätin im Volkshaus.
Bis 1978 wurde sie mit Unterstützung der SP wiedergewählt, nach einem Zerwürfnis mit der Partei 1982 und 1986 mit Unterstützung des Zürcher Gewerkschaftsbundes. 1983 wurde Liliane Waldner zu ihrer persönlichen Mitarbeiterin ernannt, und Waldner behielt dieses Amt bis 1994. 1990 unterstützte Lieberherr statt des schliesslich gewählten SP-Kandidaten Josef Estermann den amtierenden Stadtpräsidenten Thomas Wagner (FDP) im Wahlkampf um das Stadtpräsidium. Sie wurde aus der SP ausgeschlossen mit der Begründung, dass ihre «Parteisolidarität in Sach- und Personalfragen mangelhaft» sei.
Lieberherr war fast 70 Jahre mit ihrer Lebenspartnerin Hermine «Minnie» Rutishauser (1920–2015) zusammen, die sie schon als junge Frau kennengelernt hatte. Mit ihr zusammen lebte sie viele Jahre lang in einem 200 Jahre alten Bauernhaus in Wil ZH, das die beiden Frauen 1970 gekauft hatten und für Lieberherr und Rutishauser ein Refugium war.
Ihr Grab liegt auf dem Friedhof Sihlfeld (Nr. FG 81204), wo sie gemeinsam mit ihrer Partnerin Minnie bestattet ist.

## Ehrungen
Emilie Lieberherr wurde anlässlich der jährlichen Frauenehrung am Sechseläuten 2014 durch die Gesellschaft zu Fraumünster geehrt.
Seit 2020 ist ein Platz auf der Höhe der Langstrasse 214 in Zürich nach ihr benannt. Dies geschah aufgrund eines Vorstosses der beiden Grünen-Politikerinnen Katharina Prelicz-Huber und Elena Marti. Die offizielle Einweihung des Strassenschildes fand am 19. September 2020 im Beisein der Stadträtin Karin Rykart statt.

## Videos
- Emilie Lieberherr – Die Kämpferin. In: Schweizer Fernsehen, 13. Januar 2011 (50 Minuten).
- Emilie Lieberherr (1924), Politikerin. In: Frank Baumann: Das volle Leben: Menschen über 80. Schweizer Fernsehen, 7. Juni 2009.